# El club de los martes
El club de los martes es el noveno álbum de Los Tipitos. Grabado durante los meses de noviembre y diciembre de 2009 en los estudios Panda y en el estudio de Lito Vitale.

## Lista de temas
| El club de los martes |                         |                                            |          |  |
| N.º                   | Título                  | Escritor(es)                               | Duración |  |
| 1.                    | «Laberinto»             | W. Piancioli · R. Ruffino                  | 3:33     |  |
| 2.                    | «No viene hasta mí»     | W. Piancioli · R. Ruffino · Daniel Resnich | 4:02     |  |
| 3.                    | «Júrame»                | R. Ruffino · F. Bugallo                    | 4:10     |  |
| 4.                    | «Reírnos del amor»      | W. Piancioli · F. Bugallo                  | 2:58     |  |
| 5.                    | «Pueblo»                | R. Ruffino · F. Bugallo                    | 3:35     |  |
| 6.                    | «Una canción»           | R. Ruffino                                 | 1:57     |  |
| 7.                    | «Hay un lugar»          | W. Piancioli · Fernando Licciardi          | 2:44     |  |
| 8.                    | «La película que vimos» | W. Piancioli                               | 3:52     |  |
| 9.                    | «La paz»                | R. Ruffino                                 | 3:34     |  |
| 10.                   | «Día de amor»           | R. Ruffino · F. Bugallo                    | 4:14     |  |
| 11.                   | «Se te nota»            | R. Ruffino · F. Bugallo                    | 3:59     |  |
| 12.                   | «No se detiene»         | W. Piancioli                               | 3:30     |  |
| 13.                   | «Para cambiar»          | W. Piancioli · P. Tévez                    | 4:31     |  |
| 46:47                 |                         |                                            |          |  |

## Músicos
- Walter Piancioli
- Raúl Ruffino
- Federico Bugallo
- Pablo Tévez